# 梭发那·班朗
梭发那·班朗（1455年—1486年），一譯蘇瓦納·班朗，是瀾滄王國的一位國王，1479年至1486年在位。

## 生平
蘇瓦那班朗，本名陶登康（ท้าวแท่งคำ，Thao Thaen Kham），是蘭滄國王披耶猜的次子。陶登康出生於1445年，后受封於芒賽城（เมืองซ้าย）。1479年，在越南後黎朝大舉入侵瀾滄，披耶猜長子清洛王陶空考率軍抵禦越軍，結果戰敗身亡。越軍於當年冬季攻入老撾國都，披耶猜棄城逃往清坎城。他命令陶登康召集士兵，抵禦前來追擊的越軍。陶登康擊退了越軍，收復了國都，為百官所擁戴。

1480年春，陶登康邀請披耶猜回國復位，但是披耶猜三次拒絕。於是陶康登加冕為蘭滄國王，尊號為“披耶蘇瓦那班朗”（พระยาสุวรรณปาหลัง）。從蘇瓦那班朗時代開始，王號開始由“披耶”變為“披”。1481年，披耶猜死於清坎，蘇瓦那班朗在那裡為其建立了一座舍利塔。在位期間，他重建了被越南人嚴重破壞的首都，與蘭納結為同盟。死後，由弟弟拉森泰·布瓦納繼位。
1487年，蘇瓦那班朗去世，在位七年，四十三歲。